# James Pulliam
James Arthur Pulliam (* 12. Oktober 1863 im Scotland County, Missouri; † 17. September 1934 in Durango, Colorado) war ein US-amerikanischer Politiker. Zwischen 1917 und 1919 war er Vizegouverneur des Bundesstaates Colorado.

## Werdegang
Über die Jugend und Schulausbildung von James Pulliam ist nichts überliefert. Auch über sein Leben jenseits der Politik gibt es in den Quellen keine Angaben. Er wurde in Missouri geboren und ließ sich später im La Plata County in Colorado nieder. Politisch wurde er Mitglied der Demokratischen Partei.
Im Jahr 1916 wurde er an der Seite von Julius Caldeen Gunter zum Vizegouverneur des Staates Colorado gewählt. Dieses Amt bekleidete er zwischen 1917 und 1919. Dabei war er Stellvertreter des Gouverneurs und Vorsitzender des Staatssenats. Danach ist er politisch nicht mehr in Erscheinung getreten. James Pulliam starb am 17. September 1934 in Durango, wo er auch beigesetzt wurde.